# Costa-Gavras
Costa-Gavras (Loutra-Iraias, Grčka, 13. veljače 1933.) je grčko-francuski filmski redatelj, jedan od začetnika i glavnih predstavnika europskog političkog filma.
Rođen je kao Konstantínos Gavrás u grčkoj pokrajini Arkadiji. Njegov otac bio je tijekom drugog svjetskog rata član ljevičarske Nacionalne oslobodilačke fronte (EAM). Nakon srednje škole seli se u Francusku gdje studira pravo, te kasnije postaje naturalizirani Francuz. 1956. napušta studij prava i započinje pohađati Nacionalnu francusku filmsku školu IDHEC, nakon čega postaje asistent redateljima Jeanu Gionu i Renéu Clairu. 1965. režira svoj prvi film, Compartiment Tueurs.
Filmovima Un homme de trop (1967.), koji obrađuje tematiku drugog svjetskog rata u Francuskoj i posebno "Z" (1969.), optužbom vojne diktature u Grčkoj, koji je osvojio Oscara kao najbolji film na stranom jeziku, nameće se kritici kao duboko angažirani redatelj. Iduće godine snima dramu L'Aveu, prikaz represije u prosovjetskoj Čehoslovačkoj u doba hladnog rata. 1973., vraća se tematici vojne dikature filmom État de Siège, kojim optužuje američku podršku južnoameričkim autoritarnim režimima. Nadahnut stvarnim događajima u Urugvaju za vrijeme diktature 1973. – 1984., film je snimljen u Čileu, neposredno prije vojnog udara 1973. Iz 1975. je film Section spéciale, koji se bavi procesima u Višijskoj Francuskoj, dok se posebno ističe višestruko nagrađeni politički triler Nestali iz 1982., koji također nadahnut stvarnim događajima, donosi intrigantni prikaz brutalnih metoda režima Augusta Pinocheta u Čileu. 1989., uspješna drama Muzička kutija, priča je o nekažnjenom zločnicu iz drugog svjetskog rata, i njegovom odnosu s vlastitom obitelji, dok se film Amen, iz 2002., bavi odnosom Vatikana i Nacističke Njemačke.
Tijekom karijere, Costa-Gavras je više puta surađivao s književnikom i scenaristom Jorgeom Semprúnom i glumcem Yvesom Montandom.
Costa-Gavras je bio predsjednik Cinémathèque Française od 1982. do 1987., i ponovo od 2007. do danas. Njegova žena Michèle Ray-Gavras filmska je producentica, dok su djeca Julie Gavras i Romain Gavras također filmski umjetnici.

## Izabrana filmografija
- Un homme de trop (1967.)
- "Z" (1969.)
- L'Aveu (1970.)
- État de Siège (1973.)
- Section spéciale (1975.)
- Nestali (1982.)
- Muzička kutija (1989.)
- Amen (2002.)
- Eden à l'ouest (2009.)

## Vanjske poveznice
- Costa-Gavras u internetskoj bazi filmova IMDb-u (engl.)
- Članak - guardian.co.uk
- Intervju - Globus